# Live Alive Quo
Live Alive Quo è il terzo album dal vivo della rock band inglese Status Quo, pubblicato per la prima volta nel novembre del 1992.

## Il disco
Nell'agosto del 1992 cade il 25º anniversario dalla nascita della prestigiosa Radio 1 inglese e i dirigenti della BBC decidono di festeggiare l'evento convocando gli Status Quo a tenere un concerto al Sutton Park di Birmingham.
Il 30 agosto una enorme folla attende l'esibizione della longeva band inglese: sebbene l'evento si svolga in un pomeriggio piovoso e ventoso, quando Rossi e compagni si presentano sul palco per dare inizio allo show, in 125.000 gremiscono la grande spianata del parco.
La band ripaga il pubblico con la usuale grande prova, mentre l'intero concerto viene registrato e consacrato in un album live pubblicato nel mese di novembre col titolo di Live Alive Quo.
A risaltare è soprattutto una peculiare versione di Roadhouse Blues dei Doors, realizzata insieme a brani dei Quo in un lungo medley di 20 minuti.
Singoli: Roadhouse Medley (Anniversary Waltz Part 25) (n. 21 UK)

## Tracce
1. Whatever You Want - 4:28 - (Parfitt/Bown)
2. In the Army now - 4:13 - (Bolland/Bolland)
3. Burning Bridges - 3:51 - (Rossi/Bown)
4. Rockin' All Over the World - 3:37 - (Fogerty)
5. Roadhouse Medley - 20:25 - (The Doors/Maresca/Rossi/Frost/Parfitt/Young/Coghlan/Lancaster/Supa/E. & P. Everly)
6. Caroline - 3:56 - (Rossi/Young)
7. Don't Drive My Car - 4:03 - (Parfitt/Bown)
8. Hold You Back - 4:31 - (Rossi/Parfitt)
9. Little Lady - 3:26 - (Parfitt)

### Tracce dell'edizione rimasterizzata
1. Whatever You Want - 4:28 - (Parfitt/Bown)
2. In The Army now - 4:13 - (Bolland/Bolland)
3. Burning Bridges - 3:51 - (Rossi/Bown)
4. Rockin' All Over the World - 3:37 - (Fogerty)
5. Caroline - 3:56 - (Rossi/Young)
6. Roadhouse Medley - 20:25 - (The Doors/Maresca/Rossi/Frost/Parfitt/Young/Coghlan/Lancaster/Supa/E. & P. Everly)
7. Don't Drive My Car - 4:03 - (Parfitt/Bown)
8. Hold You Back - 4:31 - (Rossi/Parfitt)
9. Little Lady - 3:26 - (Parfitt)
10. Rhoadhouse Medley (Single Version - 4:55 - (Maresca/Rossi/Frost/Parfitt/Young/Coghlan/Lancaster/Supa)

## Formazione
- Francis Rossi (chitarra solista, voce)
- Rick Parfitt (chitarra ritmica, voce)
- Andy Bown (tastiere) (armonica a bocca)
- John 'Rhino' Edwards (basso, voce)
- Jeff Rich (percussioni)